# Вакарино (Вологодская область)
Вакарино — деревня в Шекснинском районе Вологодской области.
Входит в состав сельского поселения Юроченского, с точки зрения административно-территориального деления — в Юроченский сельсовет.
Расстояние по автодороге до районного центра Шексны — 44 км, до центра муниципального образования Юрочкино — 8 км. Ближайшие населённые пункты — Григорьевское, Бекарево, Кузьминское.
По переписи 2002 года население — 10 человек.